# Coupe du monde de tir à l'arc
La Coupe du monde de tir à l'arc est une compétition organisée depuis 2006 par la World Archery Federation (anciennement Fédération internationale de tir à l'arc) qui se déroule ordinairement tous les ans. Elle est composée de 4 étapes réparties à travers le monde et d'une finale lors de laquelle se rencontrent les meilleurs archers de la saison.
Cette compétition a été créée afin de promouvoir le tir à l'arc tout au long de l'année et permettre aux différents archers de se rencontrer entre 2 olympiades. Pour cela, les compétitions sont organisées dans des sites d'exceptions.
Depuis 2013, la Coupe du monde est diffusée en direct sur Eurosport. Un parrainage est effectué par Kia Motors et Longines, dont le dernier soutient le prix annuel Longines de précision au tir à l'arc pour les « meilleurs athlètes masculins et féminins qui maîtrisent l'arc et la flèche par la concentration, l'équilibre, la précision, et la compétence » décerné lors de la finale des coupes du monde.

## Catégories d'épreuves
Des compétitions sont organisées pour plusieurs catégories :
- Individuelle : arc classique et arc à poulies pour les hommes et les femmes ;
- Par équipe : arc classique et arc à poulies pour les hommes et les femmes ;
- Par équipe mixte (depuis 2009) : arc classique et arc à poulies.

Toutes les épreuves se déroulent en extérieur avec des cibles se situant à 70 m pour l'arc classique et 50 m pour l'arc à poulies. Le format des épreuves reste identique au tir à l'arc aux Jeux olympiques pour l'arc classique.

## Sites des compétitions
- En 2006, la finale a eu lieu aux pyramides de Mayapan
- En 2007, la finale a eu lieu sur une plate forme flottante construite pour l'occasion sur le Madinat Jumeirah à Dubaï
- En 2008, la finale a eu lieu sur l'Esplanade de Montbenon à Lausanne
- En 2009, la finale a eu lieu près du canal Nyhavn à Copenhague
- En 2010, la finale a eu lieu dans les jardins Princes Street à Édimbourg [6]
- En 2011, la finale a eu lieu près du Palais de Küçüksu, de la forteresse Rumeli Hisarı et du pont Fatih Sultan Mehmet à Istanbul[7]
- En 2012, la finale a eu lieu à Tokyo à quelques centaines de mètres du palais impérial[8]
- En 2013, la finale a eu lieu à Paris au-dessus des fontaines du Trocadéro, les archers tirent face à la Tour Eiffel[9]

| Année | Étape 1                                              | Étape 2                                              | Étape 3                                              | Étape 4                                              | Finale                                               |
| ----- | ---------------------------------------------------- | ---------------------------------------------------- | ---------------------------------------------------- | ---------------------------------------------------- | ---------------------------------------------------- |
| 2006  | Poreč                                                | Antalya                                              | San Salvador                                         | Shanghai                                             | Mérida                                               |
| 2007  | Ulsan                                                | Varèse                                               | Antalya                                              | Douvres                                              | Dubaï                                                |
| 2008  | Saint-Domingue                                       | Poreč                                                | Antalya                                              | Boé                                                  | Lausanne                                             |
| 2009  | Saint-Domingue                                       | Poreč                                                | Antalya                                              | Shanghai                                             | Copenhague                                           |
| 2010  | Poreč                                                | Antalya                                              | Ogden                                                | Shanghai                                             | Édimbourg                                            |
| 2011  | Poreč                                                | Antalya                                              | Ogden                                                | Shanghai                                             | Istanbul                                             |
| 2012  | Shanghai                                             | Antalya                                              | Ogden                                                | n/a : Jeux olympiques 2012                           | Tokyo                                                |
| 2013  | Shanghai                                             | Antalya                                              | Medellín                                             | Wrocław                                              | Paris                                                |
| 2014  | Shanghai                                             | Medellín                                             | Antalya                                              | Wrocław                                              | Lausanne                                             |
| 2015  | Shanghai                                             | Antalya                                              | Wrocław                                              | Medellín                                             | Mexico                                               |
| 2016  | Shanghai                                             | Medellín                                             | Antalya                                              | n/a : Jeux olympiques 2016                           | Odense                                               |
| 2017  | Shanghai                                             | Antalya                                              | Salt Lake City                                       | Berlin                                               | Rome                                                 |
| 2018  | Shanghai                                             | Antalya                                              | Salt Lake City                                       | Berlin                                               | Samsun                                               |
| 2019  | Medellín                                             | Shanghai                                             | Antalya                                              | Berlin                                               | Moscou                                               |
| 2020  | Édition annulée en raison de la pandémie de Covid-19 | Édition annulée en raison de la pandémie de Covid-19 | Édition annulée en raison de la pandémie de Covid-19 | Édition annulée en raison de la pandémie de Covid-19 | Édition annulée en raison de la pandémie de Covid-19 |
| 2021  | Guatemala                                            | Lausanne                                             | Paris                                                | n/a : Jeux olympiques 2020                           | Yankton                                              |
| 2022  | Antalya                                              | Gwangju                                              | Paris                                                | Medellín                                             | Tlaxcala                                             |
| 2023  | Antalya                                              | Shanghai                                             | Medellín                                             | Paris                                                | Hermosillo                                           |
| 2024  | Shanghai                                             | Yecheon                                              | Antalya                                              | n/a : Jeux olympiques 2024                           | Tlaxcala                                             |
| 2025  | Auburndale                                           | Shanghai                                             | Antalya                                              | Madrid                                               | Nanjin                                               |
| 2026  | Haines City                                          | Shanghai                                             | Antalya                                              | Madrid                                               | (Mexique)                                            |
| 2027  | Haines City                                          | Shanghai                                             | Antalya                                              | Madrid                                               | (Mexique)                                            |

## Palmarès
| Année | Classique hommes                                     | Classique femmes                                     | Poulies hommes                                       | Poulies femmes                                       | Classiques mixte                                     | Poulies mixte                                        |
| ----- | ---------------------------------------------------- | ---------------------------------------------------- | ---------------------------------------------------- | ---------------------------------------------------- | ---------------------------------------------------- | ---------------------------------------------------- |
| 2006  | Park Kyung-Mo                                        | Zhang Juanjuan                                       | Reo Wilde                                            | Sofia Goncharova                                     | N/A                                                  | N/A                                                  |
| 2007  | Baljinima Tsyrempilov                                | Dola Banerjee                                        | Jorge Jimenez                                        | Petra Ericsson                                       | N/A                                                  | N/A                                                  |
| 2008  | Im Dong-hyun                                         | Justyna Mospinek                                     | Dietmar Trillus                                      | Jamie Van Natta                                      | N/A                                                  | N/A                                                  |
| 2009  | Marco Galiazzo                                       | Kwak Ye-Ji                                           | Sergio Pagni                                         | Luzmary Guedez                                       | Chine                                                | Italie                                               |
| 2010  | Brady Ellison                                        | Yun Ok-Hee                                           | Sergio Pagni                                         | Albina Loginova                                      | États-Unis                                           | Mexique                                              |
| 2011  | Brady Ellison                                        | Ming Cheng                                           | Robert Willett Jr.                                   | Erika Anschutz                                       | États-Unis                                           | États-Unis                                           |
| 2012  | Kim Woo-jin                                          | Ki Bo-bae                                            | Braden Gellenthien                                   | Jamie Van Natta                                      | États-Unis                                           | États-Unis                                           |
| 2013  | Oh Jin-hyek                                          | Yun Ok-hee                                           | Martin Damsbo                                        | Alejandra Usquiano                                   | Corée du Sud                                         | Italie                                               |
| 2014  | Brady Ellison                                        | Aída Román                                           | Bridger Deaton                                       | Sara López                                           | Mexique                                              | États-Unis                                           |
| 2015  | Miguel Alvarino Garcia                               | Choi Misun                                           | Demir Elmaagacli                                     | Sara Lopez                                           | Corée du Sud                                         | Danemark                                             |
| 2016  | Brady Ellison                                        | Ki Bo-bae                                            | Mike Schloesser                                      | Marcella Tonioli                                     | Corée du Sud                                         | Danemark                                             |
| 2017  | Kim Woo-jin                                          | Ki Bo-bae                                            | Braden Gellenthien                                   | Sara López                                           | Corée du Sud                                         | Danemark                                             |
| 2018  | Kim Woo-jin                                          | Lee Eun-gyeong                                       | Kris Schaff                                          | Sara López                                           | Corée du Sud                                         | Turquie                                              |
| 2019  | Brady Ellison                                        | Kang Chae-young                                      | Mike Schloesser                                      | Sara López                                           | Corée du Sud                                         | États-Unis                                           |
| 2020  | Édition annulée en raison de la pandémie de Covid-19 | Édition annulée en raison de la pandémie de Covid-19 | Édition annulée en raison de la pandémie de Covid-19 | Édition annulée en raison de la pandémie de Covid-19 | Édition annulée en raison de la pandémie de Covid-19 | Édition annulée en raison de la pandémie de Covid-19 |
| 2021  | Jack Williams                                        | Lisa Unruh                                           | Mike Schloesser                                      | Sara López                                           | N/A                                                  | N/A                                                  |
| 2022  | Kim Woo-jin                                          | An San                                               | Mike Schloesser                                      | Sara López                                           | N/A                                                  | N/A                                                  |
| 2023  | Marcus D'Almeida                                     | Kang Chaeyoung                                       | Mathias Fullerton                                    | Sara López                                           | N/A                                                  | N/A                                                  |
| 2024  | Kim Woo-jin                                          | Lia Jiaman                                           | James Lutz                                           | Sara López                                           | N/A                                                  | N/A                                                  |

## Prix annuel de la Précision
Le prix Longines de la précision est décerné aux archers masculins et féminins qui tirent le plus de 10 au cours de la compétition à la fin de la saison. Il est décerné depuis 2010 et est attribué aux archers classiques et à poulies tous les deux ans. Les gagnants reçoivent comme prix un trophée, une montre et un chèque de 5 000 franc suisse.
En 2023, le prix annuel de la précision devient le Prix SNGLRTY de la Précision, World Archery et SNGLRTY ayant conclu un partenariat de trois ans.
| Année | Classique/Poulies | Palmarès Hommes    | Palmarès Femmes        |
| ----- | ----------------- | ------------------ | ---------------------- |
| 2010  | Classique         | Brady Ellison      | Justyna Mospinek       |
| 2011  | Poulies           | Rodger Willet Jr.  | Erika Anschutz         |
| 2012  | Classique         | Brady Ellison      | Ki Bo-Bae              |
| 2013  | Poulies           | Braden Gellenthien | Erika Jones            |
| 2014  | Classique         | Brady Ellison      | Aída Román             |
| 2015  | Poulies           | Mike Schloesser    | Sara López             |
| 2016  | Classique         | Brady Ellison      | Tan Ya-ting            |
| 2017  | Poulies           | Stephan Hansen     | Sarah Holst Sonnichsen |
| 2018  | Classique         | Lee Woo-seok       | Chang Hye-jin          |
| 2019  | Poulies           | Braden Gellenthien | Alexis Ruiz            |
| 2020  | N/A               | N/A                | N/A                    |
| 2021  | Poulies           | Mike Schloesser    | Tanja Gellenthien      |
| 2022  | N/A               | N/A                | N/A                    |
| 2023  | Classique         | Lee Woo Seok       | Lim Sihyeon            |
| 2024  | Poulies           | Mike Schloesser    | Andrea Beccera         |